# Bárbara Luna
Bárbara Luna (Roque Pérez, años 1970) es una cantante argentina que vive en Francia.

## Biografía
Bárbara Luna nació en una familia de músicos en la pequeña localidad de Roque Pérez (de unos 10 000 habitantes en 2010), en la provincia de Buenos Aires, a unos 135 km de la ciudad de Buenos Aires.
Estudió arquitectura en la Universidad de Buenos Aires y se mudó a Francia durante los años noventa (cuando decenas de miles de jóvenes argentinos emigraban a otros países debido a la crisis económica en Argentina).

## Música
Su música tiene varias influencias, como la salsa, el tango o la milonga.
También está inspirada en la música tradicional amerindiana y africana de Argentina.

## Discografía
- 1998: A la vida a la muerte, Mélodie Music
- 2001: India morena, Mélodie Music
- 2006: Somos, Mélodie Music
- 2007: Live à Athènes, Celluloid
- 2009: Ruta Tres, Lemos Productions
- 2016:  "Hijos del Sol" Artista independiente